# Marketsried
Marketsried ist ein Ortsteil der Stadt Rötz im Landkreis Cham des Regierungsbezirks Oberpfalz im Freistaat Bayern.

## Geografie
Marketsried liegt einen Kilometer westlich der Staatsstraße 2151, 3 Kilometer südlich von Rötz. Am südwestlichen Ortsrand von Marketsried entspringt der Bernbach. Westlich von Marketsried erhebt sich der 652 Meter hohe Brunstberg.

## Geschichte
Die Ortsnamenforschung kennzeichnet die auf -ried (auch: -reuth, -rieth) endenden Ortsnamen ebenso wie die auf -grün endenden als Ortsnamen der Rodungszeit im 13. und 14. Jahrhundert.
Marketsried (auch: Marchatsrivt, Marquarzriute, Marchartzrivt, Markkarczrewt Marchartzried, Marckhartsrieth, Marckharsriedt, Marckhesriedt, Marckersriedt, Markesried) wurde 1250 erstmals erwähnt. Die Brüder Syfridus, Pertoldus und Fridericus de Püdmenstorf schenkten 1250 Güter in Marketsried an das Kloster Schönthal.
1298 übertrug Herzog Rudolf von Bayern dem Kloster Schönthal die Vogteirechte über Marketsried. Diese hatten sich vorher im Besitz von Auto de Ritzenriut und dessen Vater Chunradus befunden. Im selben Jahr erließ Reynboto de Swartzenburch die Lehenspflicht auf seine Güter in Marketsried.
Im Verzeichnis der Erträge des Klosters Schönthal von 1429 wurde Marketsried aufgeführt.
Das 1509 gegründete Pflegamt Rötz hatte nach dem Salbuch des Kastenamtes Rötz Untertanen in Marketsried. 1522 hatte Marketsried 7 Untertanen des Amtes Rötz. In einem Verzeichnis von 1588 wurden für Marketsried 2 Höfe, 3 Güter, 2 Sölden, 2 Inwohner und Mannschaften als zur Frais Schwarzenburg gehörig aufgeführt.
1622 gab es dort 7 Mannschaften. In den Steuerunterlagen des Pflegamts und der Stadt Rötz von 1630 wurde das Amt Rötz in Viertel eingeteilt. Marketsried gehörte zum 4. Viertel. Es hatte 2 Höfe, 1 halben Hof, 2 Güter, 2 Söldengüter, 1 Inwohner, 1 Hüter.
1762 wurden für Marketsried aufgeführt 9 Hauseigentümer, davon 2 Nebenhäusl, 1 Gemeindehüthaus, 1 landesherrschaftlicher Bauhof, 1 Forsthaus, 8 Inwohner mit Herdstätten. 1808 hatte Marketsried 7 Anwesen und ein Gemeinde-Hüthaus. Alle Anwesen waren grundbar zum Kloster Schönthal.
1808 wurde die Verordnung über das allgemeine Steuerprovisorium erlassen. Mit ihr wurde das Steuerwesen in Bayern neu geordnet und es wurden Steuerdistrikte gebildet. Dabei kam Marketsried zum Steuerdistrikt Bernried. Der Steuerdistrikt Bernried bestand aus den Dörfern Bernried, Kleinenzenried, Marketsried und Schatzendorf.
1820 wurden im Landgericht Waldmünchen Ruralgemeinden gebildet. Dabei kam Marketsried zur Ruralgemeinde Bernried. Zur Ruralgemeinde Bernried gehörten die Dörfer Bernried mit 35 Familien, Kleinenzenried mit 7 Familien und Marketsried mit 14 Familien. 1836 wurde die Gemeinde Schatzendorf mit der Einöde Steinmühle nach Bernried eingemeindet.
1972 wurde die Gemeinde Bernried und damit auch Marketsried nach Rötz eingegliedert.
Marketsried gehörte zunächst zur Pfarrei Stamsried und wurde 1808 in die Pfarrei Rötz umgepfarrt. 1997 hatte Marketsried 33 Katholiken.

## Einwohnerentwicklung ab 1820
| Jahr | Einwohner   | Gebäude |
| ---- | ----------- | ------- |
| 1820 | 14 Familien | k. A.   |
| 1838 | 78          | 8       |
| 1861 | 73          | 18      |
| 1871 | 65          | 38      |
| 1885 | 63          | 8       |
| 1900 | 52          | 10      |
| 1913 | 52          | 8       |

| Jahr | Einwohner | Gebäude |
| ---- | --------- | ------- |
| 1925 | 55        | 8       |
| 1950 | 61        | 9       |
| 1961 | 37        | 8       |
| 1970 | 33        | k. A.   |
| 1987 | 36        | 8       |
| 2011 | 28        | k. A.   |

## Tourismus
Durch Marketsried führen die Mountainbikewege MTB-Tour 13 und 23. und ein Verbindungsweg für die europäischen Fernwanderwege E6 und E8.